# Pinta copiadora de perfils

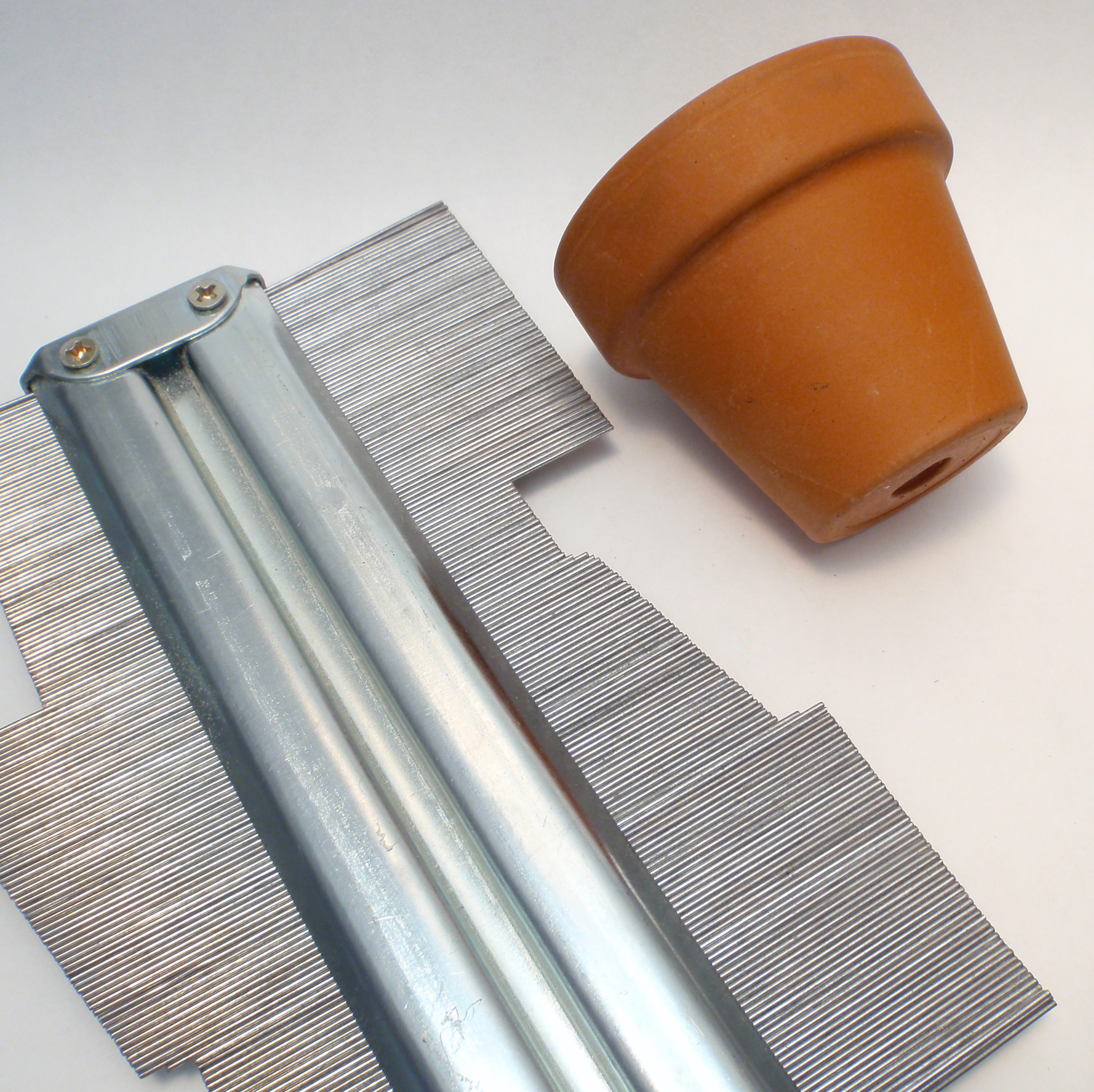
Una pinta copiadora adaptada al perfil d'un petit test.

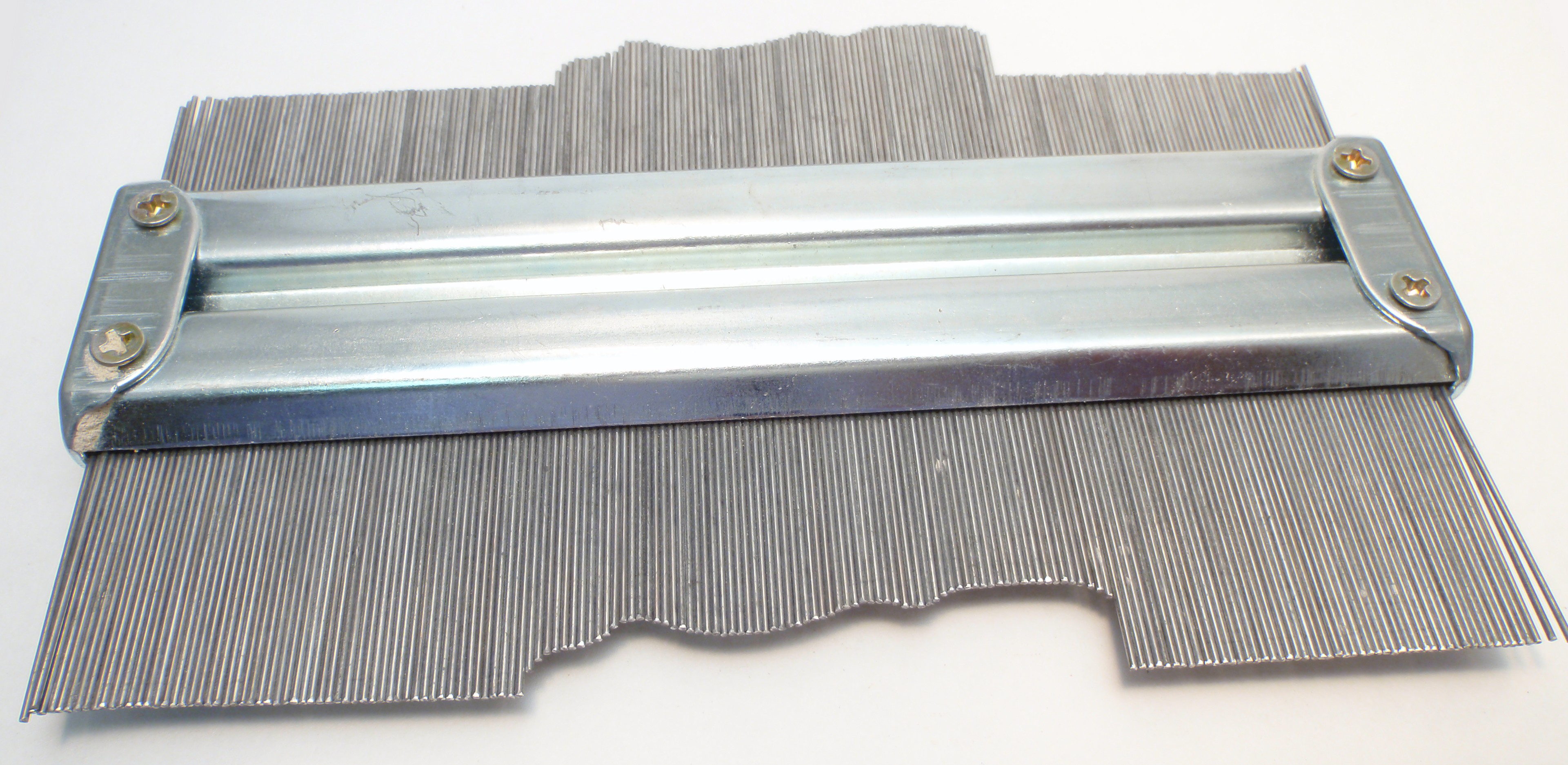
Una pinta copiadora de perfils.

Una pinta copiadora de perfils és una eina consistent en un regle rígid amb una munió de forats que allotgen varetes cilíndriques molt primes (cada forat allotja una vareta), de metall o plàstic, de forma ajustada però que permet el lliscament de cada vareta dins del seu forat.
Aplicant la pinta copiadora contra un perfil (generalment pertanyent a un cos sòlid) i prement amb certa cura, les varetes s'adapten al perfil. Un cop aconseguida una adaptació correcta es pot enretirar la pinta. Les varetes conserven el perfil que es volia copiar (mercès al fregament entre cada vareta i el seu forat) i és possible copiar el perfil dibuixant-lo sobre un paper o sobre una peça d'un altre material (fusta, metall, plàstic…), resseguint el perfil amb un estri de dibuix o un punxó de marcar.

## Usos
- Les pintes copiadores s'usen en treballs de fusteria I ebenisteria,[1][2][3] i en treball dels metalls.[4][5][6]
- En diverses indústries les pintes copiadores permeten comparar el perfil de peces reals amb el perfil correcte que haurien de tenir.[7]
- En arquitectura i treballs de restauració les pintes copiadores poden traslladar perfils complicats de motllures decoratives i similars.[8]
- En treballs arqueològics les pintes permeten copiar perfils de materials ceràmics i altres.[9][10]
- Per a ceramistes i terrissaires les pintes poden ser útils per a copiar perfils.

## Dues dimensions i tres dimensions
Les pintes copiadores serveixen per a copiar perfils bidimensionals continguts en un pla.
Un equivalent tridimensional seria la pantalla de varetes Pin Art, que permet reproduir superfícies tridimensionals.